# Hay Day
Hay Day ist ein Mobile Game des Spieleentwicklers Supercell nach dem Free-to-play-Modell. Bei dem Spiel geht es darum, einen Bauernhof zu betreiben, Obst und Feldfrüchte anzubauen und zu ernten, Tiere zu halten, Produkte herzustellen und zu handeln. Das Spiel erschien am 21. Juni 2012 für iOS und am 20. November 2013 für Android und wurde bei Google Play über 100 Millionen Mal heruntergeladen. Im Jahr 2013 erzielte Supercell mit seinen beiden Spielen Clash of Clans und Hay Day bei einem Umsatz von 650 Millionen Euro einen operativen Gewinn von 336 Millionen Euro. In jenem Jahr war Hay Day das Spiel, das den vierthöchsten Umsatz erwirtschaftete.

## Inhalt
Der Onkel des Spielers ist nicht mehr in der Lage, seinen Bauernhof zu versorgen und so übergibt er die Verantwortung für die Farm an den Spieler. Auf seinem Hof kann der Spieler verschiedene Feldfrüchte anbauen oder Obstbäume anpflanzen. Außerdem können verschiedene Nutztiere (Hühner, Rinder, Schweine, Schafe, Ziegen und Honigbienen) gehalten werden, die Erzeugnisse (wie z. B. Eier, Milch, Speck, Wolle, Honig) liefern. Auch Eichhörnchen können gehalten werden.
Mit verschiedenen Produktionsgebäuden (z. B. Molkerei, Bäckerei, verschiedene Öfen und Mühlen) können bestimmte Farmerzeugnisse zu anderen Produkten weiterverarbeitet werden. Die einzelnen Farmprodukte können auf verschiedenen Wegen verwendet bzw. verkauft werden. Dafür erhält der Spieler Münzen, mit denen er Waren, Produktionsgebäude, Nutz- und Haustiere sowie Dekorationsgegenstände kaufen kann. Außerdem erhält er Erfahrungspunkte (EP), mit denen höhere Spiellevel erreicht werden können. In höheren Levels können zusätzliche Feldfrüchte, Obstbäume und -sträucher, Nutz- und Haustierarten, Produktionsgebäude und produzierbare Waren freigeschaltet werden.
Alle 4 Stunden hält ein Schiff an der Farm. Der Spieler hat 18 Stunden Zeit, die am Bord befindlichen Kisten mit den geforderten Rohstoffen und Produkten zu füllen. Als Belohnung erhält man Münzen, weitere EP und einen von vier möglichen Gutscheinen. Mit Gutscheinen lassen sich Haustiere (Hunde, Katzen, Kaninchen, Meerschweinchen, Pfauen, Tukane, Kakadus, Pferde und Esel), die sich mit Speck, Milch, Soja, Möhren und vielen weiteren Pflanzen und Früchten füttern lassen und zusätzliche EP geben, kaufen. Ebenso gibt es Dekorationen, die nur mit Gutscheinen gekauft werden können.
Mit Erweiterungsgegenständen kann der Spieler nach und nach seine Farm erweitern. In der Mine kann der Spieler mit Sprengstoff, Schaufeln und Spitzhacken verschiedene Erze und Metalle (Eisen, Gold, Silber, Platin und Kohle) aber auch Diamanten abbauen. Diese können zu Barren weiterverarbeitet werden.
Täglich findet ein Ereignis statt, bei denen die Spieler zusätzliche Erfahrungspunkte, Münzen oder andere Geschenke erhalten können. Zu bestimmten Anlässen wie z. B. an Weihnachten oder zu Halloween werden weitere Events veranstaltet, bei denen die Spieler zusätzliche Geschenke erhalten können. Einmal täglich besucht das Glücksrad die Farm. Dabei kann pro Tag einmal kostenlos (später mit Diamanten) an selbigen gedreht werden. Bei bestimmten Ereignissen erhöhen sich die Belohnungen. Einmal wöchentlich kommt Maggie die Baumeisterin zu Besuch. Für Diamanten, Münzen und Gutscheinen kann man sein Farmhaus, seinen Verkaufsstand oder seinen Lieferwagen umgestalten.
2020 wurde der Farmpass als neues Update eingeführt, welcher nur saisonal bespielt werden kann und zusätzliche Belohnungen bereitstellt. Dabei müssen die Spieler verschiedene Tages- und Wochenziele erfüllen, um Punkte zu sammeln. Dabei können einzelne Belohnungen freigeschaltet werden. Neben Münzen und EP gibt es auch Belohnungen, die nur über die Farmpasssaison andauern, wobei z. B. weitere Produktionsflächen in der Molkerei oder in der Zuckermühle freigeschaltet werden. Mit Echtgeld kann man zusätzlich verschiedene Farmpassstufen freischalten, die meist deutlich höhere Belohnungen bieten.
Einzelne Spieler können sich in sogenannten Gemeinschaften zusammenschließen, die maximal 30 Spieler umfassen können. Innerhalb einer Gemeinschaft kann man miteinander chatten oder sich gegenseitig helfen. Wöchentlich finden Gemeinschaftsderbys statt, in denen jeweils fünfzehn Gemeinschaften gegeneinander antreten. Den Spielern werden dabei unterschiedliche Aufgaben gestellt, für deren Bewältigung Punkte vergeben werden. Je nach Anzahl der erreichten Punkte erhalten die Spieler zusätzliche Belohnungen. Nach Ende eines Derbys steigen die drei besten Gemeinschaften auf, während die drei mit der niedrigsten Punktzahl absteigen.
Neben dem eigentlichen Bauernhofgelände bietet das Spiel noch weitere Nebenschauplätze.

### Die Stadt
Durch Anwählen des Bahnanschlusses gelangt der Spieler in seine Stadt. Dort lassen sich verschiedene Gebäude errichten, die in mehreren Stufen ausgebaut werden können. Ebenfalls über den Bahnanschluss kommen Besucher in die Stadt, die bis zu drei der Stadtgebäude aufsuchen und dort bestimmte Farmprodukte zu kaufen wünschen. Erhalten sie das Gewünschte, bezahlen sie mit Münzen, Erfahrungspunkten und Rufpunkten. Mit den Rufpunkten kann die Entwicklung der Stadt vorangetrieben werden. Angegliedert an die Stadt ist das Reservat. Hier kann der Spieler je nach Spielfortschritt Elefanten, Nilpferde, Giraffen, Zebras, Gorillas, Rentiere, Geparden und Polarfüchse halten – zunächst erwachsene Tiere, später zusätzlich auch Jungtiere.

### Der Angelbereich
Hier können je nach Spielfortschritt bis zu 15 Angelstellen freigeschaltet werden. Es lassen sich Köder oder Netze produzieren, mit denen geangelt werden kann. Gefangene Fische liefern Fischfilet, das im Farmbereich zu weiteren Produkten weiterverarbeitet werden kann. Mit bunten Angelködern (grün, blau, lila und gelb), die mit Gutscheinen hergestellt werden, lassen sich besondere Fischarten fangen, die im Anglerbuch vermerkt werden. Hat ein Spieler einen neuen Fisch gefangen, so erhält er Belohnungen in Form von Diamanten. Als Spezialgebäude lassen sich ein Hummerpool und ein Entensalon aufstellen. Nachdem mit Hummer- bzw. Entenfallen an den Angelstellen Hummer bzw. Enten gefangen wurden, können daraus mittels des Hummerpools bzw. des Entensalons Hummerschwänze bzw. Entenfedern gewonnen werden. Auch diese Produkte lassen sich im Farmbereich weiterverarbeiten.

### Das Tal
Mit einem Update wurde am 24. Juni 2019 das Tal als eine neue Spielebene eingeführt. Das Tal ist nicht ständig bespielbar, sondern nur innerhalb einer Saison, die mehrere Tage andauert. Alle Spieler einer Gemeinschaft sind dort zusammen mit weiteren Spielern jeweils mit einem eigenen Lieferwagen unterwegs. Befahren werden kann eine Landkarte mit verschiedenen Gebäuden. Es gilt, tägliche Quests zu erfüllen, eigene Waren an Gebäude zu liefern, Waren von Gebäude zu Gebäude zu transportieren, liegen gebliebene Lieferwagen anderer Spieler zu reparieren und Hühner bzw. Reservattiere zu sammeln. Damit können blaue, rote und grüne Münzen verdient werden, die schließlich bis zum Ende einer laufenden Talsaison in einem Talshop in Belohnungen eingetauscht werden können.

## Rezeption
Brian Lufkin von gamezebo.com vergab vier von fünf Sternen, wobei er die graphische Gestaltung lobte und auf die Ähnlichkeiten zum Spiel FarmVille hinwies. Er bemängelte, dass es im Spielverlauf keine wirklichen Wendungen gebe.
Harry Slater von Pocket Gamer verlieh dem Spiel einen Bronze Award und vergab sieben von zehn Punkten.